# 滨河街道 (沈阳市)
滨河街道，是中华人民共和国辽宁省沈阳市沈河区下辖的一个乡镇级行政单位。

## 行政区划
滨河街道下辖以下地区：
永顺社区、祥顺社区、圣天社区、现代家园社区、阳光社区、秀山社区、六合社区、双路社区、红巾社区、慈恩社区、通天社区、勒石社区、新兴社区、多福社区、省医院社区和怡静园社区。